# Червона зоря, Зимова орбіта
«Червона зірка, Зимова орбіта» (англ. Red Star, Winter Orbit) — оповідання, написане Вільямом Гібсоном і Брюсом Стерлінгом у 1980-х роках. Вперше він був опублікований в Omni в липні 1983 року, а пізніше зібраний в «Спалити Хром», антології ранньої короткометражної прози Гібсона 1986 року, і в кіберпанк антології Mirrorshades.

## Головні герої
- Полковник Корольов — член екіпажу на «Космограді», перша людина на Марсі.

- Микита — сантехнік на «Космограді».
- Єфремов — член екіпажу «Космограді».
- Глушко — ботанік на «Космограді».
- Коровкін — біотехнік на «Космограді».
- Стойко — інженер систем життєзабезпечення на «Космограді».

та інші.

## Сюжет
Події розгортаються на радянській космічній станції «Космоград», яка складається з кількох «Салютів». Станція виконує як цивільну, так і військову роль; Більша частина історії відбувається в одному з «Салютів», який був виділений як «Музей радянського тріумфу в космосі». Його доглядачем є космонавт полковник Юрій Васильович Корольов.
На початку оповідання, військова роль Космограда більше не потрібна, оскільки США втратили наддержави і зникла загроза міжконтинентальних балістичних ракет. 
Уряд вирішив припинити роботу станції. Спочатку вони планують звинуватити членів цивільної групи у контрабанді та у співтоваристві із американськими ЗМІ. Їм допомагає один із членів екіпажу Єфремов.
Дізнавшись про закриття, Корольов організовує страйк, вимагаючи зняття звинувачень. Однак нічого не виходить.
Натомість Корольов виношує план використання капсул «Союзу», щоб дозволити екіпажу втекти до Японії після приземлення в Китаї. Його спроби планують перешкодити військові разом із Єфремовим, але зазнають невдачі, і готуються стріляти по перебіжчикам. Одна з капсул «Союзу» повертається і навмисно врізається в зброю. Військовий екіпаж гине, коли їхню частину станції розривають, а Корольова замикають у цивільній частині, коли двері автоматично зачиняються. Він залишився один.
Через деякий час, Корольов прокидається і бачить, що в один із люків вибивають ззовні. Він приходить до тями, коли відкривається люк і кілька американців заходять на станцію. Почувши, що її покинули, вони вирішили залишити захопити станцію, щоб сформувати нову колонію. Корольов проводить їм екскурсію по станції.